# Andrew Brunson

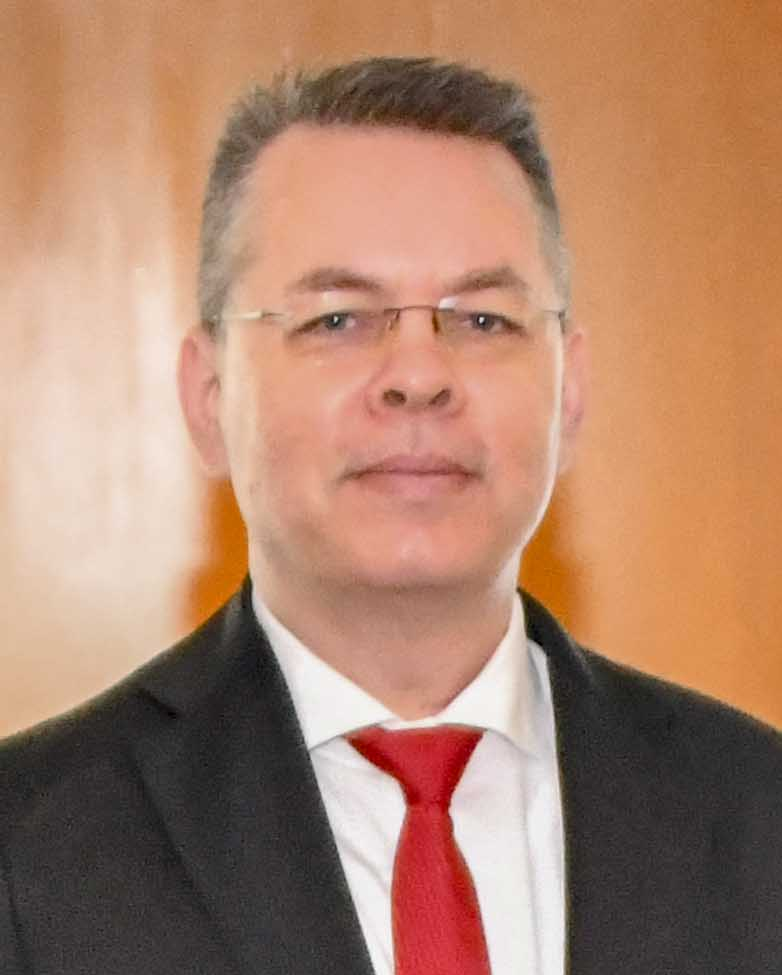
Andrew Brunson

Andrew Craig Brunson (* 3. Januar 1968 in Black Mountain, North Carolina) ist ein US-amerikanischer Pastor der Evangelisch-Presbyterianischen Kirche. Er war von Oktober 2016 bis Juli 2018 in türkischer Haft und stand anschließend bis Oktober 2018 unter Hausarrest in der Türkei. Im Oktober 2018 wurde seine Ausreise bewilligt. Zuvor hatte US-Präsident Donald Trump seine Freilassung gefordert und Strafzölle gegen die Türkei verhängt.

## Leben
Andrew Brunson wuchs in North Carolina als ältestes von sieben Kindern der Missionare Ron und Pam Brunson in einem religiösen Umfeld auf. 1991 schloss er eine Ausbildung zum presbyterianischen Geistlichen an der Trinity Evangelical Divinity School mit dem Master of Arts (M.A.) ab, danach am Erskine Theological Seminary mit dem Master of Divinity.
1993 siedelte Brunson mit seiner Frau Norine, mit der er drei Kinder hat, in die Türkei über, um dort zu missionieren. 2001 promovierte er an der Universität Aberdeen mit einer Arbeit über die Rezeption von Psalm 118 im Johannesevangelium.
2010 gründete Brunson die Auferstehungskirche (Diriliş Kilisesi) in Izmir. Die kleine Gemeinde hat etwa 25 Mitglieder, die sich regelmäßig treffen. „Einige Dutzend solcher ausländischen Seelsorger gibt es in der Türkei – die wenigen Protestanten im Land sind auf sie angewiesen, weil die Kirche in der Türkei keine Seelsorger ausbilden darf.“
Als er am 7. Oktober 2016 sein Visum verlängern lassen wollte, wurde Brunson zusammen mit seiner Frau Norine verhaftet. Beide wurden zunächst in Abschiebehaft genommen, da Brunson „mit finanziellen Mitteln aus dem Ausland missionarische Initiativen ins Leben gerufen und damit die Staatssicherheit gefährdet haben soll“. Das Ehepaar wurde aber nicht abgeschoben. Ein anonymer Zeuge bezichtigte Brunson der Mitgliedschaft in der Gülen-Bewegung. Während Norine Brunson nach wenigen Tagen freigelassen wurde, blieb Andrew Brunson zwei Monate ohne Anwalt und ohne Haftbefehl in Einzelhaft.
Im Dezember 2016 wurde Brunson dem Haftrichter vorgeführt.
Brunson wird die Unterstützung einer bewaffneten Terrororganisation, Spionage und Unterstützung der Arbeiterpartei Kurdistans (PKK) vorgeworfen. Er weist diese Vorwürfe zurück, räumt aber ein, mehrfach in den Südosten der Türkei gereist zu sein, um syrische Flüchtlinge zu betreuen. Im Fall seiner Verurteilung drohen ihm 35 Jahre Haft, nämlich 15 Jahre für Unterstützung einer militanten Terrorgruppe, ohne deren Mitglied zu sein, und 20 Jahre wegen Spionage.
Im Untersuchungsgefängnis war Brunson zunächst mit 21 Mitgefangenen in einer Zelle untergebracht, die für acht Personen vorgesehen war.
Während Brunsons Verteidiger keine Akteneinsicht erhielt, verbreiteten türkische Medien Berichte, Brunson sei von Fethullah Gülen bezahlt worden (Yeni Asır), er sei ein CIA-Agent und Drahtzieher des Putschversuches 2016 (Takvim). Außerdem sei er für die PKK aktiv gewesen (Sabah). Belegt wurden die Punkte durch Aussagen von Zeugen und Nachrichten, die von seinem Mobiltelefon gesendet wurden. Zudem war Brunson – obwohl sein Einsatzgebiet in Izmir war – von 2014-2017 mehrfach in Kurdengebiete gereist. Sein Mobiltelefon hat sich während dieser Zeit im Stadtteil Suruç von Urfa 1.306 mal ins Mobilfunknetz eingeloggt, in anderen Stadtteilen von Urfa 192 und in Diyarbakır 2 Mal.
Die Anklageschrift beruht auf anonymen Zeugenaussagen und Geheimdokumenten, die Brunson bezichtigen, er habe Kurden „christianisiert“, um den Separatismus anzuheizen; damit habe er den Grund gelegt für den Putschversuch des 15. Juli 2016, für den die türkische Regierung die Gülen-Bewegung verantwortlich macht. Die Anklageschrift wirft Brunson weiterhin vor, er habe sich mit der Gülen-Bewegung und militanten Kurden abgestimmt, um Unruhe auf dem Land zu stiften. Um Informationen zu sammeln, habe er Bürger „mit gewissen ethnischen Wurzeln“ gezielt angesprochen. Die Zeugen der Anklage (zwei davon waren nur auf Video zu sehen, um ihre Identität geheim zu halten) belasteten Brunson damit, kurdische Flüchtlinge in einem Gästehaus beherbergt und bei Gottesdiensten und Versammlungen Sympathien für die PKK bekundet zu haben. Er soll kurdische Bibeln mit dem Logo der PKK verteilt und unter dem Vorwand humanitärer Hilfe Personen versteckt haben, die sich kurdischen Einheiten in Syrien anschließen wollten. Ein Zeuge wollte aus Diplomatenkreisen erfahren haben, dass Brunson die Koordinaten kurdischer Guerillastützpunkte in Syrien weitergegeben habe, so dass die CIA ihnen Waffen zukommen lassen konnte.
Evangelikale Christen in den USA nahmen Anteil am Fall Brunson; das christlich-konservative American Center for Law and Justice trat gegenüber der US-Regierung und anderen Stellen als Lobby für Brunson auf.
2017 forderte die US-Regierung die Freilassung Brunsons. Präsident Erdoğan bot an, Brunson im Austausch gegen Fethullah Gülen, der im US-amerikanischen Exil lebt, freizulassen. „Der Erlass mit der Nummer 694 ermächtigt den Präsidenten ausdrücklich, inhaftierte Ausländer in der Türkei auszutauschen gegen Türken, die im Ausland inhaftiert sind – sofern «die nationale Sicherheit und das Interesse des Landes dies erfordern».“
Der Konflikt um Brunsons Freilassung trug zu einer Verschlechterung der diplomatischen Beziehungen zwischen beiden Ländern bei. Die USA verhängten am 10. August 2018 Strafzölle auf Stahl und Aluminium, die Türkei reagierte am 15. August mit Erhöhung der Einfuhrzölle auf US-Produkte, besonders auf Autos und Alkohol.
Im April 2018 begann Brunsons Prozess, am 12. Oktober endete er. Brunson wurde zu einer Haftstrafe „wegen Unterstützung einer Terrororganisation“ verurteilt; die Richter hoben die Haft aber wieder auf – wegen der bereits abgesessenen Strafe „und guter Führung“.
Staatspräsident Erdoğan versucht nach der vorgezogenen Parlamentswahl und angesichts einer galoppierenden Inflation der Landeswährung offenbar Entspannungspolitik an äußeren Fronten, um seine Handlungsspielräume zu erweitern.
Brunson vom 25. Juli 2018 bis zu seiner Ausreise aus der Türkei am 12. Oktober 2018 in Hausarrest, nach Angaben türkischer Behörden mit Rücksicht auf seinen schlechten Gesundheitszustand. Am 12. Oktober 2018 entschied ein Gericht in Izmir, dass Hausarrest aufzuheben. Zudem wurde die Ausreisesperre für ihn aufgehoben. Er verließ die Türkei zunächst in Richtung Deutschland und flog anschließend in die USA weiter.

## Veröffentlichungen
- Psalm 118 in the Gospel of John. An Intertextual Study on the New Exodus Pattern in the Theology of John (WUNT II 158). Mohr Siebeck, Tübingen 2003. ISBN 978-3-16-147990-8.
- mit Craig Borlase: Geisel für Gott (übersetzt von Oliver Roman), Gerth Medien, Aßlar 2020, ISBN 978-3-95734-703-9.